# 杭谷一東
杭谷 一東（くえたに いっとう、1942年 - ）は、日本の彫刻家。
広島県世羅郡世羅町出身。圓鍔勝三に師事し、1962年に日展初入選以来、連続8回入選を果たす。1969年にイタリアに渡りペリクレ・ファッツィーニに師事、ブロンズ像を学んだ後、大理石へ進んだ。2012年時点ではイタリアのカッラーラにアトリエを構え、制作活動を行いつつ年の半分を過ごしている。
彫刻作品と自然景観との融合を目指した「環境彫刻」がライフワークである。

## 略歴
- 1942年 - 広島県世羅郡甲山町に生まれる[2]。
- 1957年 - 圓鍔勝三に師事[2]。
- 1962年 - 日展初入選。以後、連続8回入選する[2]。
- 1969年 - イタリア国立アカデミー（ローマ）彫刻科入学、同アカデミーでファッツィーニ教授に師事[2]。
- 1971年 - イタリア国立アカデミー卒業。同年、同アカデミー最優秀ミネルヴァ賞を受賞[2]。
- 1974年 - ファッツィーニ教授の助手としてバチカン宮殿の謁見の間の「キリストの復活」制作に参加[2]。
- 1988年 - 耕三寺博物館巍々園の「未来心の丘」制作開始[3]。
- 1990年 - バチカン宮殿にてローマ教皇ヨハネ・パウロ2世に謁見[2][4]。
- 1993年 - 広島ホームテレビより文化賞受賞[2]。
- 2000年 - 耕三寺博物館巍々園の「未来心の丘」第1期オープン[3]。
- 2004年 - カラーラにてチャンピ・イタリア大統領に謁見[2]。
- 2005年 - MAA（マーブル・アーキテクチュアル・アワード）大賞受賞[2][4]。
- 2006年 - 広島文化賞受賞[2]。
- 2024年 - 地域文化功労者[5]

## 展覧会
- 1977年 - 第3回ラヴェンナ国際ビエンナーレ金賞受賞、同年第11回クワドリエンナーレ出品[2]。
- 1979年 - 第4回ラヴェンナ国際ビエンナーレ金賞受賞、同年第1回ヘンリー・ムーア大賞展（箱根彫刻の森美術館）[2][4]。
- 1980年 - 国際彫刻ビエンナーレ大賞受賞（イタリア･マリーノ市）[2]。
- 1981年 - 第2回ヘンリー・ムーア大賞展（箱根彫刻の森美術館）[2]。
- 1987年 - 第5回ヘンリー・ムーア大賞展（美ヶ原高原美術館）[2]。
- 1988年 - 国際石彫シンポジウム（ドイツ、西ベルリン）[2]。
- 1989年 - 国際石彫シンポジウム（フランス、バルセロナ）[2]。
- 1990年 - 個展形式4人展（ドイツ・ベルリン、日独文化センター）[2]。
- 1998年 - 第9回国際ビエンナーレ（イタリア・カッラーラ）[2]。
- 2004年 - 和舒門　奇跡の広場（イタリア・マッサ海岸）[2]。
- 2007年 - オープン・ワン 白い息吹 水の神（イタリア・ピエトラサンタ）[2]。
- 2008年 - 第13回国際ビエンナーレ（イタリア・カッラーラ）[2]。
- 2008年 - Arte Senza Conﬁni（イタリア・ミラノ）[2]。
- 2009年 - ローマ古代遺跡・アッピア街道展（イタリア・ローマ）[2]。

## モニュメント

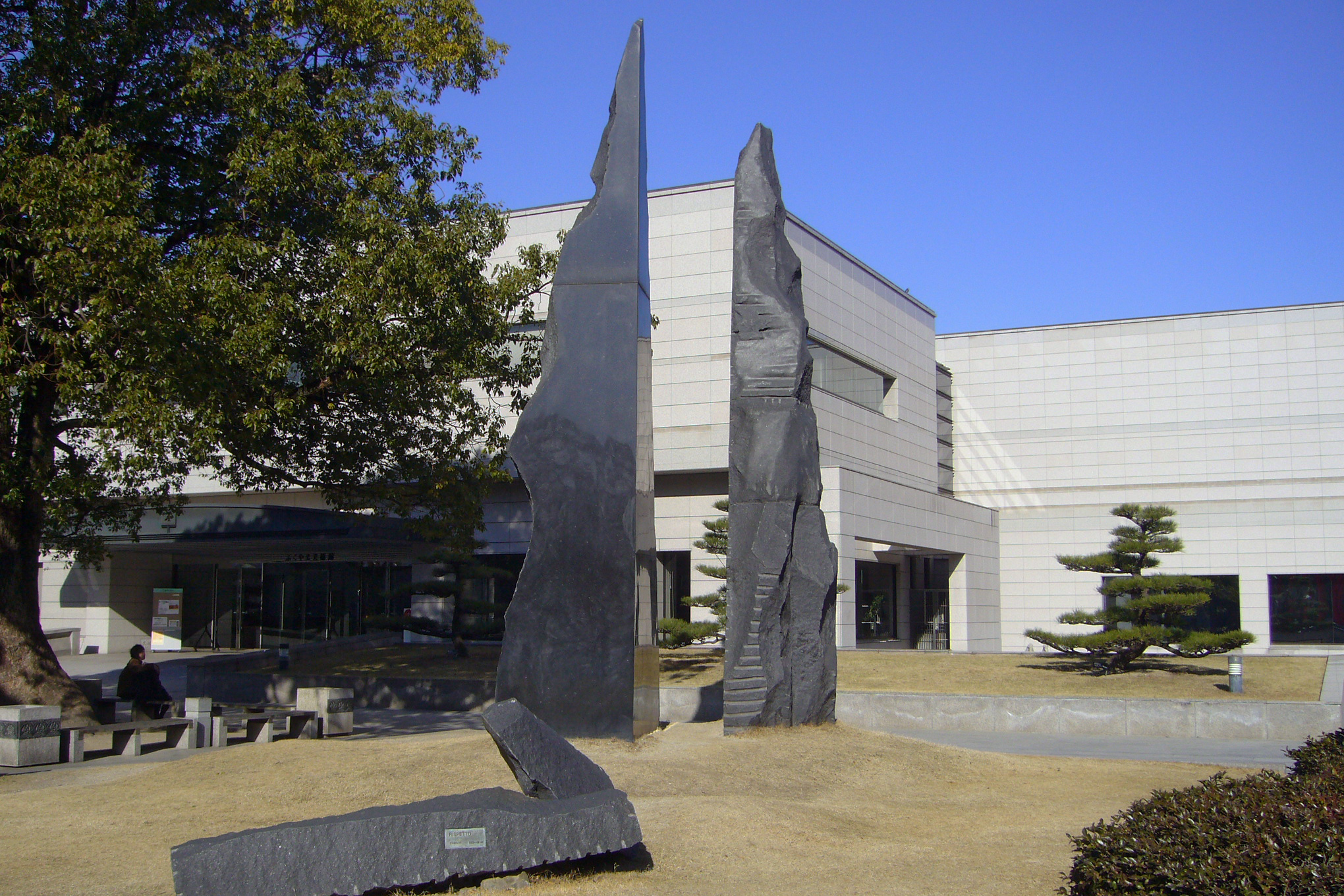
「敬意（RISPETTO）」（ふくやま美術館前庭）

| 製作年 | 作品名                  | 素材                                 | 所在地                                                 |
| ------ | ----------------------- | ------------------------------------ | ------------------------------------------------------ |
| 1981年 | 『家族』                | 胡椒石                               | ヴィラ・デジデーリ（イタリア・マリーノ市）             |
| 1982年 | 『家族』                | カッラーラ産大理石、花崗岩           | 府中市文化センター（広島県府中市）                     |
| 1982年 | 『かたらい』            | 花崗岩                               | 広島県立府中東高等学校（広島県府中市）                 |
| 1983年 | 『平和アピール碑』      | カッラーラ産大理石                   | 広島平和記念資料館（広島県広島市）                     |
| 1983年 | 『経験』                | 花崗岩                               | 広島全日空ホテル（広島県広島市）                       |
| 1983年 | 『かたらい』            | カッラーラ産大理石                   | 正田歯科医院（広島県甲山町）                           |
| 1984年 | 『かたらい』            | カッラーラ産大理石                   | 三原リージョンプラザ（広島県三原市）                   |
| 1984年 | 『水のデゥエット』      | 花崗岩（赤、灰色）                   | 甲山町役場（広島県甲山町）                             |
| 1985年 | 『道程』                | 花崗岩                               | 宇津戸公民館（広島県甲山町）                           |
| 1986年 | 『太陽の滴』            | カッラーラ産大理石、花崗岩           | 春日池公園（広島県福山市）                             |
| 1987年 | 『敬意』                | カッラーラ産大理石                   | 美ヶ原高原美術館（長野県武石村）                       |
| 1988年 | 『敬意』                | アフリカ黒花崗岩                     | ふくやま美術館（広島県福山市）                         |
| 1988年 | 『家族』                | ブロンズ                             | 株式会社ナカタ・マックコーポレーション（広島県尾道市） |
| 1989年 | 『大地の鼓動』          | カッラーラ産大理石                   | 新尾道駅（広島県尾道市）                               |
| 1989年 | 『大地の鼓動』          | カッラーラ産大理石                   | カタラン広場（フランス・バルセロナ）                   |
| 1990年 | 『大地の鼓動』          | カッラーラ産大理石                   | 藤原眼科（広島県世羅町）                               |
| 1990年 | 『敬意』                | カッラーラ産大理石、アフリカ黒花崗岩 | 日独文化センター（ドイツ・ベルリン）                   |
| 1991年 | 『大地の鼓動』          | カッラーラ産大理石                   | ミノーリ市（イタリア）                                 |
| 1991年 | 『家族』                | カッラーラ産大理石                   | 久井カントリークラブ（広島県久井町）                   |
| 1991年 | 『共有』                | カッラーラ産大理石                   | 株式会社北川鉄工所（広島県府中市）                     |
| 1992年 | 『敬意』                | カッラーラ産大理石                   | 広建コンサルタンツ株式会社（広島県福山市）             |
| 1992年 | 『水の城』              | 花崗岩                               | 福山城公園（広島県福山市）                             |
| 1993年 | 『大地の鼓動』          | カッラーラ産大理石                   | 通町公園（千葉県千葉市）                               |
| 1993年 | 『太陽への道』          | カッラーラ産大理石                   | 広島県立びんご運動公園（広島県尾道市）                 |
| 1994年 | 『共生』                | カッラーラ産大理石                   | 府中市体育館ウッドアリーナ（広島県府中市）             |
| 1994年 | 『共生』                | カッラーラ産大理石                   | 新市中央緑地公園（広島県新市町）                       |
| 1995年 | 『未来心』              | カッラーラ産大理石                   | 広島県立世羅高等学校（広島県世羅町）                   |
| 1995年 | 『共生』                | カッラーラ産大理石                   | 千代田区いきいきプラザ一番町（東京都千代田区）         |
| 1996年 | 『共生』                | 花崗岩                               | 北部市民センター（広島県福山市）                       |
| 1997年 | 『共生』                | カッラーラ産大理石                   | 八田原ダム（広島県甲山町）                             |
| 1997年 | 『卵の城』              | カッラーラ産大理石                   | かごしま健康の森公園（鹿児島県鹿児島市）               |
| 2000年 | 『未来心の丘』          | カッラーラ産大理石ほか               | 耕三寺博物館（広島県瀬戸田町）                         |
| 2004年 | 『和舒門』              | カッラーラ産大理石                   | 三原市水道局（広島県三原市）                           |
| 2004年 | 『家族』                | カッラーラ産大理石                   | ポケットパーク6（広島県御調町）                        |
| 2004年 | 『館祖 奥 愛次郎 胸像』 | ブロンズ                             | 広島県立日彰館高等学校（広島県三次市）                 |
| 2004年 | 『天地花』              | カッラーラ産大理石                   | 天地花公園（広島県世羅町）                             |
| 2004年 | 『未来心』              | カッラーラ産大理石                   | 甲山中学校（広島県世羅町）                             |
| 2004年 | 『敬意』                | カッラーラ産大理石                   | 本郷生涯学習センター（広島県本郷町）                   |
| 2005年 | 『敬意（連作）』        | 不明                                 | なかた美術館（広島県尾道市、長崎県長崎市）             |
| 2008年 | 『太陽の門』            | 不明                                 | まなびの館ローズコム（広島県福山市）                   |
| 2009年 | 『敬意』                | アフリカ黒花崗岩                     | 藤原眼科（広島県世羅町）                               |